# Shaheer Sheikh
Pour les articles homonymes, voir Sheikh (homonymie).
Shaheer Nawaz Sheikh, née le 26 mars 1984 à Jammu-et-Cachemire, est un acteur indien.

## Biographie
En 2009, il a fait ses débuts d'acteur avec l'émission télévisée Kya Mast Hai Life en jouant Veer Mehra, puis est apparu en tant qu'Anant Bajpai dans Navya..Naye Dhadkan Naye Sawaal. En 2013, il a fait sa percée avec le rôle de Arjuna dans Mahabharat pour lequel il a été largement acclamé.
En 2015, il a pris une pause de la télévision indienne et a fait ses débuts à la télévision indonésienne avec  Cinta di Langit Taj Mahal  et est également apparu en tant qu'animateur dans diverses émissions. Il est apparu dans des films indonésiens, dont Turis Romantis et Maipa Deapati & Datu Museng. Il est populairement connu sous le nom de Srk d'Indonésie en raison de sa grande popularité dans le pays.
Shaheer a fait son retour à la télévision indienne en 2016, avec l'émission acclamée par la critique Kuch Rang Pyar Ke Aise Bhi, jouant Dev Dixit et dépeint Salim dans Dastaan-E-Mohabbat Salim Anarkali. En 2019, il a interprété Abir Rajvansh dans l'émission à succès Yeh Rishtey Hain Pyaar Ke. Sheikh s'est imposé comme l'un des acteurs de télévision les plus populaires en Inde.
Sheikh a fait ses débuts sur le Web avec Paurashpur en 2020. Il est également apparu en tant que Manav Deshmukh dans l'émission Web Pavitra Rishta - Ce n'est jamais trop tard. En plus des émissions de télévision, il est apparu dans de nombreux vidéoclips. De 2022 à 2023, Sheikh a dépeint Krishna Choudhary dans Woh Toh Hai Albelaa.,